# Лола (ТВ серија)
Лола (шп. Bella calamidades) колумбијско-америчка је теленовела, продукцијске куће Телемундо, снимана током 2009. и 2010.
У Србији је емитована 2010. на телевизији Пинк.

## Синопсис
Долорес Кареро, звана Лола, приморана је да се сама суочи са светом од своје осме године, када јој је отац преминуо и оставио је у опасности од Акилеса Барасе, власника имања на коме су живели. У нападу страха, Лола одлази у престоницу како би се сакрила у кући своје тетке Марте Кареро, огорчене и окрутне жене, која је искоришћава и запошљава као своју служавку.
Након неколико година, Лола се супротставља својој тетки и том приликом долази до неочекиване несреће, за коју она није крива али мисли да јесте.
Уплашена и без икога коме би се могла обратити, Лола се враћа у своје родно место, где се на сеоском гробљу креће скривати. Једног дана открива је Пабло Авила, који јој показује разумевање и пружа помоћ. Али, њено присуство убрзо бива примећено од стране неких посетиоца гробља који почињу да шире приче о Лоли, називајући је „изгубљеном душом“.
Лола бива ухапшена од стране сеоског комесара Елијаса Ромера који је затвара у затвор. Тамо, Лола сазнаје да је њена тетка Марта преживела ондашњу несрећу за коју је кривила себе.
Без обзира на Паблове молбе, комесар одлучује послати Лолу у душевну болницу, јер њен изглед и агресивност и те како знају указивати на чињеницу да је девојка опасна по околину.
Тада удовица Лоренза де Маћадо, власница једне од фарми млека, која тврди да је Лолина кума, захтева да јој се Лола преда и одведе је својој кући.
Уз Лорензину пажњу и мало дотеривања, Лола се опоравља и претвара у прелепу девојку која изазива пажњу Марсела Маћада, Лорензиног сина, згодног студента филозофије који дане свог распуста проводи на сеоском имању. Марсело симпатише Лолу, али не дешава се исто и са Хуаном Паломино, завидном служавком од поверења породице Маћадо, која од почетка посматра Лолу као ривалку. Исто се дешава и са Присилом Кардоном и Силваном Барбосом, Лорензином братаницом и заовом. Њих две су и те како умишљене жене које су након незадовољног живота у Европи одлучиле да се преселе на Лорензину хацијенду и живе паразитски живот.
Силвана мрзи Лолу, али не толико колико Присила која је лудо заљубљена у Марсела, и која убрзо схвата да јој се Лола полако али сигурно претвара у опасну ривалку. Интриге долазе и одлазе, све док не успеју да отерају непожељну Лолу са хацијенде. Након тога, Лола прелази на суседни ранч на коме живе Галеаноси, ривалска породица Маћадових.
Тада отпочиње Лолин дуг и трновит пут по селу Хорнерос који буди мржње, љубави и љубоморе у онима који је траже.
Тако упознајемо Доња Рехину де Галеано, успешну земљопоседницу и мајку Романа, Рената, Рикарда и Ренеа, четворице веома чудне браће који ће имати доста веза са Лолом. Двојица старијих су водећи сеоски шмекери, Рикардо је члан црквеног хора, док је најмлађи Рене породични геније способан да изуме многе апарате који скоро увек на крају експлодирају.
Након живота са њима, Лола прелази у сеоски бар „Лос Гозосос“, место познато по скандалима и тучама који се стално дешавају. На том месту конобарице су жене од лоше репутације, а бар је посећен од стране многих, готово свих сеоских мушкараца, рудара, чак и људи из највише сеоске лествице. Његов власник Фабијан Понсела, динамичан је предузетник и бори се за опстанак свог и те како продуктивног бизниса против свега и свачега. Временом се и он страсно заљубљује у Лолу коју умало да упеца али, као и увек, Лола бежи, јер она је ипак само жена за једног човека – Марсела Маћада.
Лола такође има доста веза и са Наћом Мендозом, верним надзорником фарме Маћадових, као и са Николасом Фрагосо, нервозном и завидном радницом фарме Галеанових.
Након напуштања бара, после чега је оптужена за узроковање опасне експлозије камиона који је превозио барут, Лола се скрива у цркви где је штити Кајетано, свештеник који је још од детињства јако воли. Нажалост, он не може много учинити за њу. По селу су се већ кренули ширити трачеви и спектакулације од стране неодговорних људи који криве Лолу за све несреће које су погодиле село, као и још многе које се могу догодити. Тада је Лола приморана да прихвати понуду свог највећег непријатеља, Акилеса Барозе.
Лолин живот постаје све тежи и тежи. Приморана је да живи у тајанственом замку старог Акилеса у коме дане проводи водећи бригу о његовим свињама.
Међутим, у тренутку када све указује на чињеницу да је за њу све изгубљено, стари Акилес јој пред смрт открива да јој је деда, те јој оставља огромно богатство за које нико није знао да постоји.
И из једног тренутка у други, Лола постаје једна од најмоћнијих милионера на нивоу целе државе. Долазе путовања, куповине, и дивно буђење у свету који никада није ни очекивала за себе.
Након неког времена, Лола се враћа из Њујорка у свој родни Орнерос. Сада се Лола са друге позиције супротставља селу које ју је одувек сматрало непожељном особом која зна донети само несреће. Сада село треба помоћ, а једина која му може помоћи је Лола. Својим повратком, Лола жели повратити и љубав свог живота, но ипак ће морати да се супротстави и последњој бици која је спречава ка том остварењу.

## Улоге
| Глумац:               | Улога:                              |
| --------------------- | ----------------------------------- |
| Дана Гарсија          | Долорес Лола Кареро                 |
| Сегундо Сернадас      | Марсело Маћадо                      |
| Марија Елена Доехринг | Лоренза Кардона де Маћадо           |
| Дијана Кихано         | Рехина де Галеано                   |
| Кати Барбери          | Силвана Барбоса де Кардона          |
| Адријана Кампос       | Присила Кардона                     |
| Густаво Ангарита      | Акилес Бараса                       |
| Клаудија Рисио Мора   | Хуана Паломино                      |
| Данијела Тапија       | Николаса Фрагосо                    |
| Родолфо Валдес        | Наћо Мендоза                        |
| Педро Рода            | Пабло Авила                         |
| Тиберио Круз          | Роман Галеано                       |
| Пабло Азар            | Ренато Галеано                      |
| Сантијаго Гомез       | Рене Галеано                        |
| Ђонатан Ислас         | Рикардо Галеано                     |
| Гари Фореро           | Фабијан Понсела                     |
| Мими Моралес          | Есперанза Капуро                    |
| Росмери Бохоркез      | Вирхинија Видал                     |
| Херберт Кинг          | Елијас Ромеро                       |
| Алехандра Миранда     | Марта Кареро                        |
| Химена Дуке           | Анхелина                            |
| Тирса Паћеко          | Кустодија                           |
| Вилма Вера            | Памфила                             |
| Реј Васкез            | Дон Теодоро                         |
| Леонардо Акоста       | Хосе Кареро                         |
| Саша Валентина Молина | Долорес Лола Кареро (као девојчица) |